# Зорила
Зорила (Ictonyx striatus) — хижий ссавець родини Мустелових (Mustelidae).

## Назва
Етимологія: назва виду походить від ісп. zorrillo — «мала лисиця».

## Поширення
Цей вид має широкий ареал, починаючи з півдня Сахари від Мавританії та Сенегалу на заході до Судану, Ефіопії та Джибуті на сході та на південь до Південної Африки. Вони зустрічаються від рівня моря до понад 4000 м на горі Кенія. Досить терпимий до місця проживання. Зорила була помічена на відкритих пасовищах, у саванових лісах, на скелястих ділянках, в лісах і навіть пустелях (при наявності деякого чагарникового покриття), але відсутня в лісах басейну річки Конго і Західної Африки. Зустрічається в сільськогосподарських районах, в тому числі, наприклад, на екзотичних плантаціях в провінції Квазулу-Наталь і скотарських районах кенійського нагір'я. 

## Морфологія
Морфометрія. Голова і тіло довжиною 280—385 мм, хвіст завдовжки 200—305 мм, а вага 420—1400 грам. Самці, як правило, більші за самок. 
Опис. Тіло чорне з білими спинними смугами, хвіст більш-менш білий, а обличчя має білі відмітини. Вид може бути розрізнений від Ictonyx libyca та Poecilogale за кольором тла, довгим волоссям, і пухнастим хвостом. Самиці мають дві пари молочних залоз.

## Поведінка
Зорила веде, головним чином, нічний спосіб життя, відпочиваючи вдень у тріщинах скель або в норах викопаних самою або іншими тваринами. Іноді знаходить притулок під будівлями або в прибудовах у сільськогосподарських областях. Вид наземний, але може лазити та добре плавати. Звичайним темпом є легкий клус, повільніше, ніж у мангустів, з трохи зігнутою спиною.
Дієта складається головним чином із дрібних гризунів і великих комах, але також містить яйця, змій та інші види тварин. Зорила може з'їсти курку при нагоді, але часто буває корисною в ліквідації гризунів у домі та стайні. 
При зустрічі з ворогом, таким як собака, зорила може підіймати волосся і хвіст і, можливо, викидати секрецію з анальної залози. Коли насправді на неї напали, то, як правило, зорила виділяє рідину в обличчя супротивника, а потім симулює смерть. Рідина, що викидається може змінюватись індивідуально і, можливо, з віком і від пори року. Зорили солітарні. Самці в неволі абсолютно нетерпимі один до одного, і навіть дорослі протилежних статей приязні тільки під час спарювання. 

## Життєвий цикл
Дослідження щодо зорил, які утримуються в неволі, виявили сезон розмноження від ранньої весни до кінця літа. Всі пологи відбулися з вересня по грудень. Протягом сезону розмноження самиця народжує один раз, але якщо вся молодь гине на ранній стадії, самиця може завагітніти й народити вдруге. Вагітність триває 36 днів. Народжується від одного до трьох малят. Вони важать близько 15 грамів при народженні, починають приймати тверду їжу після того як їм виповниться 32 дні, їх очі відкриваються на 40 день, повністю відлучаються від молока за 18 тижнів, і майже повністю набувають розмірів дорослих у 20 тижнів. Самці вперше вступають у статеві зв'язки у 22 місяці, а самиця може народити своє перше маля в 10 місяців. Максимальна зафіксована тривалість життя у неволі: 13 років і 4 місяці.